# 몬로비아

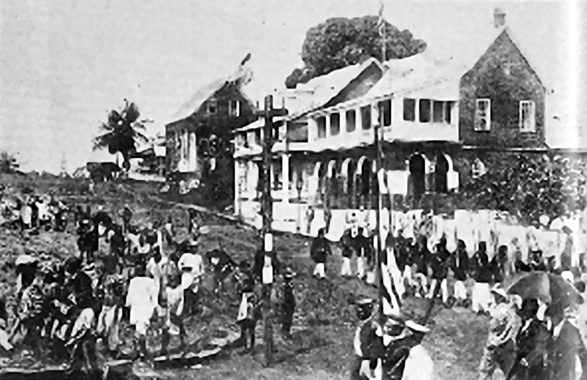
1800년대 몬로비아

몬로비아(Monrovia)는 라이베리아의 수도이다. 메주라도 곶 대서양 연안에 위치하며, 라이베리아에서 가장 인구가 많은 주인 몽세라도 주에 위치한다. 2008년 인구 조사에 따르면 도시의 인구는 1,010,970명이며 라이베리아 전체 인구 중 29%를 차지하며 나라에서 가장 인구가 많은 도시이다.
1822년에 창립된, 몬로비아는 미국 대통령 제임스 먼로에게 경의를 표하여 이름이 지어졌다. 도시의 경제는 그 항구와 정부 관청에 의해 지배당한다. 몬로비아 항구는 제2차 세계 대전 기간 동안 미국 군대에 의해 상당히 확장되었고 주요 수출품은 유액과 철광석이다.
시멘트, 정제된 석유, 식료품, 벽돌과 타일, 가구, 화학제품과 같은 재료들은 현지에서 제조된다. 메주라도와 세인트 폴 강의 합류 가까이에 위치하며, 배를 보관하고 수리하는 시설이 있다.

## 역사

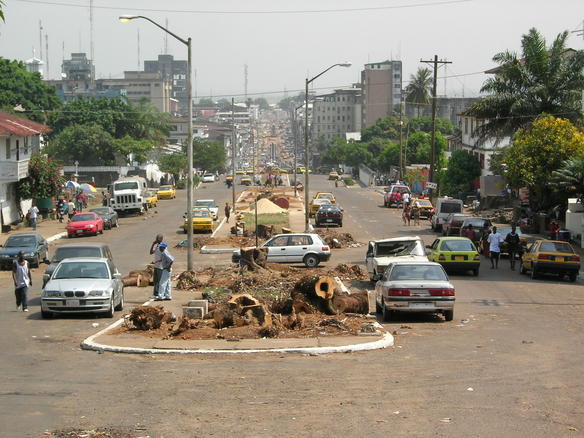
몬로비아 거리

몬로비아가 1560년대에 포르투갈 선원들에 의해 메주라도 곶으로 지명되었을 때 이미 사람이 살고 있었다. 해방된 미국 노예 생존자들을 위하여 자급 자족할 수 있는 식민지를 건설하는 목적을 가지고 미국식민협회의 보호아래 미국으로부터 첫 번째 정착자들이 1821년 아프리카에 도착했다. 그들은 현재 시에라 리온에 있는 쉐브로 섬에 상륙했다. 그 시도는 아수라장이었고 많은 정착자들이 죽었다. 1822년 두 번째 배가 살아남은 정착자들을 구해줬고 메주라도 곶으로 그들을 데려갔다. 1824년 그 도시는 그 당시 미국 대통령 제임스 몬로의 이름을 따서 몬로비아로 개명되었다.
1845년 몬로비아는 2년 뒤에 몬로비아 독립 자주공화국의 헌법의 기초를 그린 헌법 집회 장소였다.
1979년 당시 대통령 윌리엄 R.톨버트를 회장으로 대동하고, 몬로비아에서 아프리카 통일 기구의 회의가 열렸다. 그의 재임 동안, 톨버트는 몬로비아에 공영 주택을 증가시켰고 라이베리아 대학에 수업료를 50% 감면시켰다. 사무엘 도가 주도했던 군사 쿠테타가 1980년 톨버트 정부를 축출했다.
도시는 제1차 라이베리아 내전 때, 특히 많은 건물들이 부서지고 거의 모든 하부조직이 파괴되었던 몬로비아의 공위동안 심하게 타격을 받았다. 1990년에 사무엘 도의 정부와 프린스 존슨의 군대 사이와 1992년에 그 도시에 라이베리아 시민 애국 전선의 공격 사이에 주요 전투들이 발생했다. 그 전쟁의 유산은 전쟁에 참가했거나 전쟁때문에 교육받을 기회를 받지 못한 집없는 아이와 청년들의 큰 인구이다.

## 경제
도시의 경제는 항구에 의해 지배당한다. 몬로비아는 라이베리아의 경제 중심지이다. 라이베리아 중앙 은행이 몬로비아에 위치한다.

## 정부
도시 내부에 많은 서비스를 하는 몬로비아 시 법인에 터전이다.

## 지리

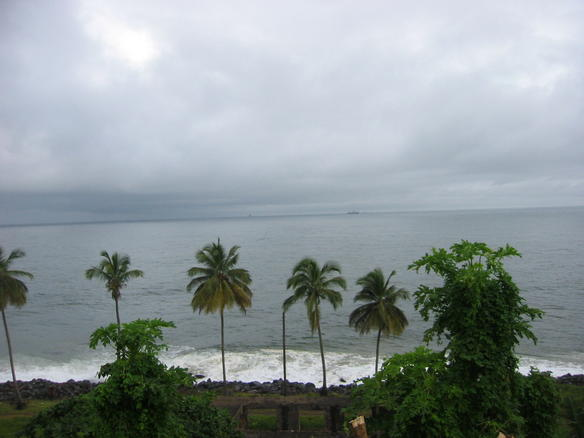
몬로비아 만

대서양 연안과 메주라도 강 사이에 속한 몬로비아는 주요한 항구이다. 세인트 폴 강은 도시의 정북쪽에 있다. 몬로비아는 라이베리아의 가장 큰 도시이며 행정, 상업, 경제 중심지이다. 주도가 벤손빌 (영어:bensonville)인 몽세라도 주에 위치한다.

### 기후
| Monrovia, Liberia의 기후                                    | Monrovia, Liberia의 기후 | Monrovia, Liberia의 기후 | Monrovia, Liberia의 기후 | Monrovia, Liberia의 기후 | Monrovia, Liberia의 기후 | Monrovia, Liberia의 기후 | Monrovia, Liberia의 기후 | Monrovia, Liberia의 기후 | Monrovia, Liberia의 기후 | Monrovia, Liberia의 기후 | Monrovia, Liberia의 기후 | Monrovia, Liberia의 기후 | Monrovia, Liberia의 기후 |
| 월                                                          | 1월                      | 2월                      | 3월                      | 4월                      | 5월                      | 6월                      | 7월                      | 8월                      | 9월                      | 10월                     | 11월                     | 12월                     | 연간                     |
| ----------------------------------------------------------- | ------------------------ | ------------------------ | ------------------------ | ------------------------ | ------------------------ | ------------------------ | ------------------------ | ------------------------ | ------------------------ | ------------------------ | ------------------------ | ------------------------ | ------------------------ |
| 역대 최고 기온 °C (°F)                                      | 35.0 (95.0)              | 38.0 (100.4)             | 37.0 (98.6)              | 38.0 (100.4)             | 35.0 (95.0)              | 33.0 (91.4)              | 36.0 (96.8)              | 35.0 (95.0)              | 32.0 (89.6)              | 33.0 (91.4)              | 36.0 (96.8)              | 34.0 (93.2)              | 38.0 (100.4)             |
| 일평균 최고 기온 °C (°F)                                    | 31.8 (89.2)              | 32.0 (89.6)              | 31.8 (89.2)              | 31.5 (88.7)              | 30.5 (86.9)              | 28.3 (82.9)              | 27.2 (81.0)              | 26.8 (80.2)              | 27.7 (81.9)              | 29.4 (84.9)              | 30.3 (86.5)              | 30.0 (86.0)              | 29.8 (85.6)              |
| 일일 평균 기온 °C (°F)                                      | 26.2 (79.2)              | 27.1 (80.8)              | 27.6 (81.7)              | 27.8 (82.0)              | 27.4 (81.3)              | 26.0 (78.8)              | 25.1 (77.2)              | 24.9 (76.8)              | 25.4 (77.7)              | 26.1 (79.0)              | 26.7 (80.1)              | 26.4 (79.5)              | 26.4 (79.5)              |
| 일평균 최저 기온 °C (°F)                                    | 22.0 (71.6)              | 23.4 (74.1)              | 23.7 (74.7)              | 23.8 (74.8)              | 23.9 (75.0)              | 23.4 (74.1)              | 23.0 (73.4)              | 22.9 (73.2)              | 23.3 (73.9)              | 23.2 (73.8)              | 23.5 (74.3)              | 22.5 (72.5)              | 23.2 (73.8)              |
| 역대 최저 기온 °C (°F)                                      | 15.0 (59.0)              | 18.0 (64.4)              | 18.0 (64.4)              | 21.0 (69.8)              | 20.0 (68.0)              | 20.0 (68.0)              | 20.0 (68.0)              | 20.0 (68.0)              | 17.0 (62.6)              | 20.0 (68.0)              | 20.0 (68.0)              | 16.0 (60.8)              | 15.0 (59.0)              |
| 평균 강수량 mm (인치)                                       | 51 (2.0)                 | 71 (2.8)                 | 120 (4.7)                | 154 (6.1)                | 442 (17.4)               | 958 (37.7)               | 797 (31.4)               | 354 (13.9)               | 720 (28.3)               | 598 (23.5)               | 237 (9.3)                | 122 (4.8)                | 4,624 (181.9)            |
| 평균 강수일수                                               | 4                        | 3                        | 8                        | 12                       | 22                       | 24                       | 21                       | 17                       | 24                       | 22                       | 16                       | 9                        | 182                      |
| 평균 상대 습도 (%)                                          | 78                       | 76                       | 77                       | 80                       | 79                       | 82                       | 83                       | 84                       | 86                       | 84                       | 80                       | 79                       | 81                       |
| 평균 월간 일조시간                                          | 158                      | 167                      | 198                      | 195                      | 155                      | 105                      | 84                       | 81                       | 96                       | 121                      | 147                      | 155                      | 1,662                    |
| 출처 1: 독일 기상청 (average temperature and extremes only) |                          |                          |                          |                          |                          |                          |                          |                          |                          |                          |                          |                          |                          |
| 출처 2: Danish Meteorological Institute                     |                          |                          |                          |                          |                          |                          |                          |                          |                          |                          |                          |                          |                          |

## 문화와 대중매체
몬로비아의 관광지는 라이베리아 국립 박물관, 현재 파손된 프리메이슨 신전, 동물원, 물가 시장, (현재 닫힌) 프로비던스 섬에 문화 중심과 몇몇 해변들이다. 도시는 또한 앙뜨와네트 터만 경기장과 국립 복합 스포츠 경기장이 있다. 국립 복합 스포츠 경기장은 40,000석을 갖춘 아프리카에서 가장 큰 경기장들 중 하나이다.
수많은 타블로이트 형식의 신문들이 일주 혹은 격주간 출판되며, 그것의 대부분은 20쪽이 안된다. 라디오와 TV 방송국들은 이용가능하며, 전기 공급 문제 때문에 TV 보다 더 많은 소식처로 라디오를 더 많이 청취한다.
2003년 10월 1일 이래로 UNMIL (영어:United Nations Mission in Liberia) 라디오가 방송되고 있다. UNMIL은 하루 24시간 방송되는 라이베리아에 있는 첫 번째 라디오 방송국이며 어림잡아 인구의 2/3가 청취하며, FM 91.5에서 방송한다. STAR 라디오는 FM 104에서 방송한다.
데일리 토크(영어: daily talk)는 몬로비아 신코르 지역에 있는 길가 칠판에 일간 뉴스 기사 편집물이다. 새로운 항목을 더하여, 그 신문은 두드러지게 성경으로부터 인용을 하는 특징이 있다.

## 교육
몬로비아는 커팅톤 전문대학과 신학교, 많은 공적이고 사적인 학교들과 함께, 라이베리아 대학의 터전이다.

## 하부조직
보트들은 그린빌과 하프와함께, 몬로비아의 자유무역항, 도시의 가장 큰 항구를 연결한다.가장 가까운 공항은 로버츠필드에 60 Km떨어진 (라이베리아에 있는 유일한 국제 공항) 로버트 국제 공항이다.그 도시는 도로와 철도망을 경유하여 라이베리아의 휴게소를 연결한다. 개인 택시와 미니버스 둘 다가 도시에서 운영되며, 더 큰 버스들은 몬로비아 교통당국에 의해 운영된다. 전쟁 이전에, 커피 산 수력전기 프로젝트가 도시에 전기와 마실 물을 제공해주었었다.

## 자매 도시
- 중화민국 타이베이시
- 미국 오하이오주 데이튼
- 미국 펜실베이니아주 필라델피아
- 미국 뉴욕주 용커즈
- 미국 미네소타주 여러 도시들
- 미국 메릴랜드주 실버 스피링
- 미국 뉴저지주 노스 트렌턴
- 미국 뉴저지주 뉴어크 (뉴저지주)
- 미국 뉴저지주 이스트 오렌지
- 미국 뉴욕주 스태튼아일랜드

## 같이 보기
- 라이베리아의 역사